# Tchagra minutus
La chagra marismeña (Tchagra minutus) es una especie de ave paseriforme de la familia Malaconotidae propia del África subsahariana tropical.

## Distribución y hábitat
Se encuentra distribuido por Angola, Burundi, Camerún, Costa de Marfil, Etiopía, Gabón, Ghana, Guinea, Kenia, Liberia, Malawi, Mozambique, Nigeria, República Centroafricana, República del Congo, República Democrática del Congo, Ruanda, Sierra Leona, Sudán del Sur, Tanzania, Togo, Uganda, Zambia y Zimbabue.
Sus hábitats naturales son las zonas arbustivas tropicales, praderas bajas inundables tropicales y los pantanos.